# Petrovo, Rožňava
Petrovo este o comună slovacă, aflată în districtul Rožňava din regiunea Košice. Localitatea se află la altitudinea de 386 m deasupra n.m., se întinde pe o suprafață de 3,97 km2 și în 2017 număra 112 locuitori.

## Istoric
Localitatea Petrovo este atestată documentar din 1320.

## Demografie
| An:                | 1994 | 2004   | 2014   | 2024    |
| ------------------ | ---- | ------ | ------ | ------- |
| Număr de persoane: | 113  | 107    | 113    | 95      |
| Diferență:         |      | −5,30% | +5,60% | −15,92% |

| An:                | 2023 | 2024   |
| ------------------ | ---- | ------ |
| Număr de persoane: | 98   | 95     |
| Diferență:         |      | −3,06% |